# Aghadjgala
Aghadjgala est un village de la région de Tovuz en Azerbaïdjan.

## Géographie
Le village d'Aghadjgala de la région de Tovuz est situé dans la circonscription administrative du village d'Aghadjgala.

## Économie
La principale occupation de la population du village est l'élevage et l'agriculture.

## Population
Selon les statistiques de 2009, la population du village est de 329 personnes.

## Culture
Il y a une école et un centre médical dans le village.